# 日本广播协会
日本广播协会（日语：／ Nippon Hōsō Kyōkai）或譯日本放送协会，簡稱NHK（ Enu-eichi-kei），是日本的公共媒体机构，成立于1925年；其主要业务包括电台广播及电视广播，服务范围涵盖日本全境，并同时以多种语言对日本以外的地区播出节目。

## 历史沿革

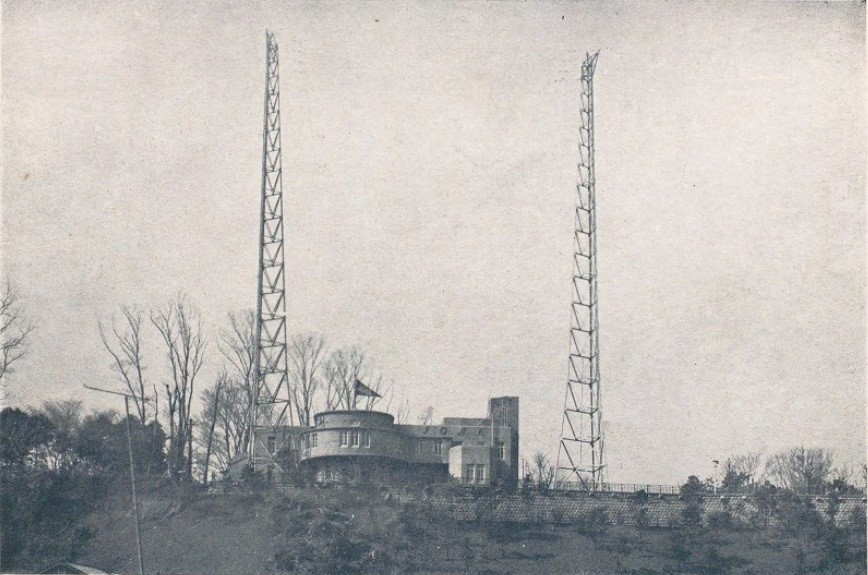
位於東京愛宕山的東京广播电台，為NHK的發祥地，現址為NHK放送博物館

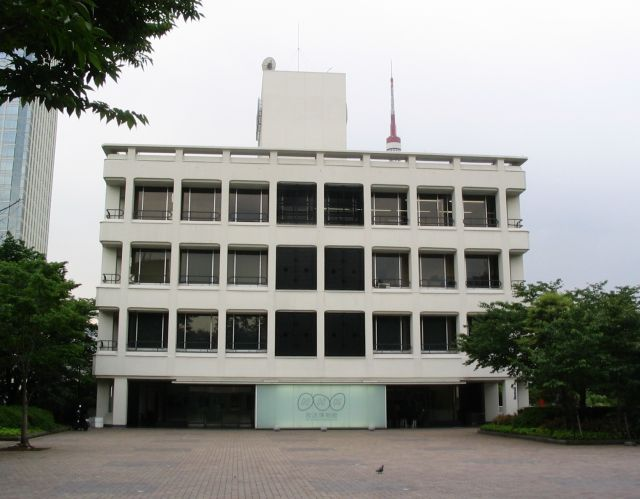
NHK放送博物館

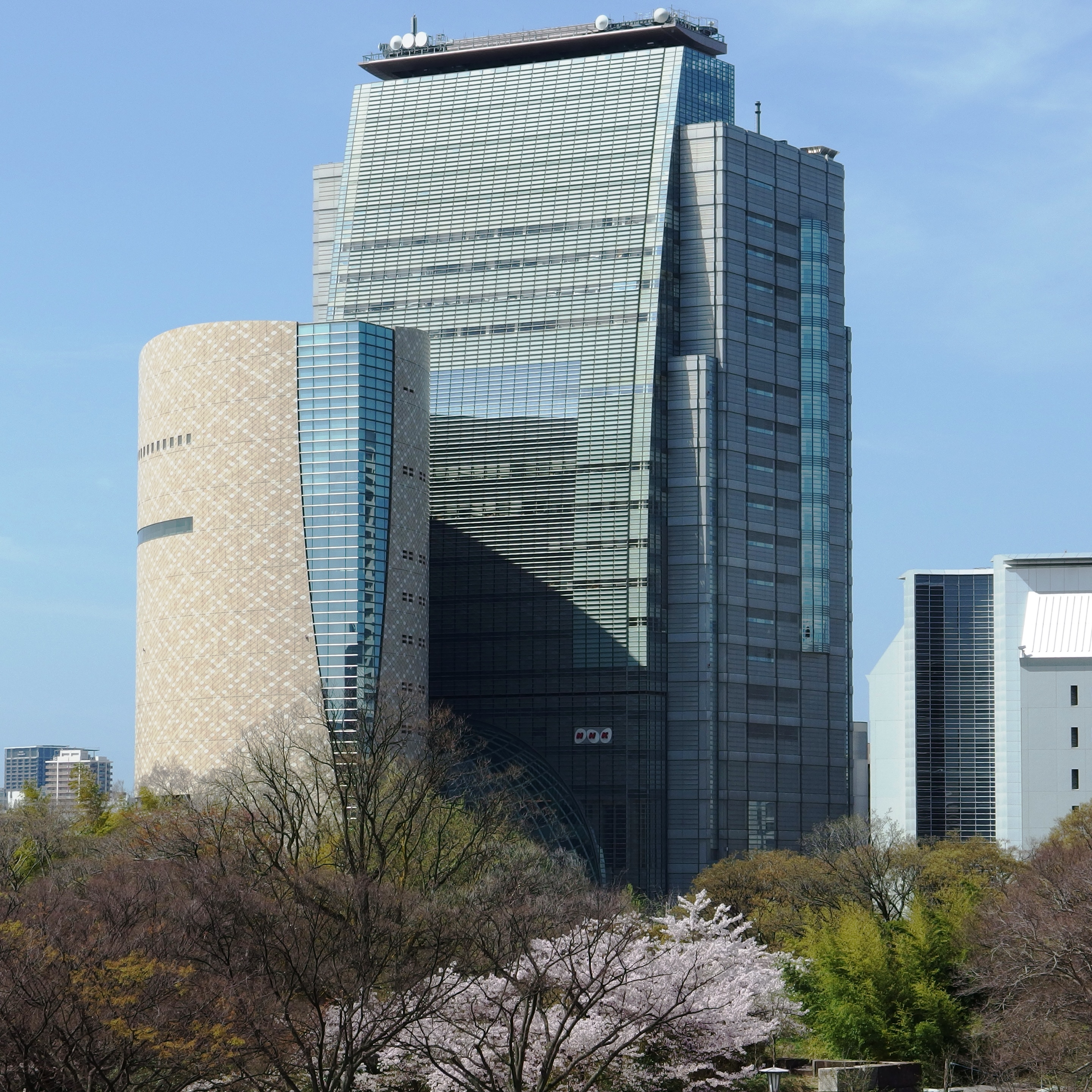
NHK大阪广播电视台

日本放送協會的前身是設立於1924年的社团法人东京广播电台（即今NHK广播电视中心）及設立於1925年的社团法人名古屋广播电台（即今NHK名古屋广播电视台）、社团法人大阪广播电台（即今NHK大阪广播电视台）。1926年，這三家广播电台合併為社團法人日本放送協會。第二次世界大戰後，日本通過《廣播法》，日本放送協會于1950年從社團法人改組為特殊法人，由負責通訊傳播業務的中央省廳主管（原為郵政省，2001年後為總務省），現為总务省管辖下的外郭团体。
1953年2月1日，日本放送協會正式開始播出電視節目。現在NHK在日本國內擁有兩個無線電視頻道、四個衛星電視頻道（包括NHK BS4K和NHK BS8K這兩個超高畫質頻道）、三個廣播頻率。同時NHK還設有「NHK World TV」及「NHK World Premium」等面向日本國外的廣播電視服務。
根据《广播法》，日本放送協會成立的目的是“基于公共福祉，为日本全国民众提供内容丰富且优质的节目；并促进日本国内广播与接收所必需的技术之进步；同时开展国际广播及协会国际卫星广播业务”。依据《广播法》的规定，日本放送協會全部继承1926年所成立的社团法人日本放送協會的全部业务。
目前，日本放送協會的总部位于东京都涩谷区。日本放送協會的成立是为了实现国内广播的基干广播任务，即特定目的的特定地上基干广播电视台。这包括调幅广播、调频广播及电视广播等业务以及面向海外日本人和其他海外人士的国际广播。日本放送協會在编排制作旗下频道节目时，不得违背公序良俗；恪守政治上的中立公平；不得歪曲新闻报道事实；对于有争议的观点，尽可能多角度报道；报道观点必须明确等。
作为公共广播事业单位，日本放送協會的规模与英国广播公司（BBC）差不多一致。在日本国内，日本放送協會拥有NHK事业、NHK全球传媒服务、NHK出版等13家关联子公司。此外，日本放送協會还在海外设立了NHK全球传媒美洲和NHK全球传媒欧洲等关联公司。1986年，由NHK事业为出资母体，并且NHK事业和电通各出资25%而成立了综合视界公司。但是由于后来的业务收缩，该公司被合并到NHK事业内。

## 名稱與商標
作为简称，最早可以追溯到社团法人日本放送協會在1939年夏天与意大利所签署的《日意文化定期交换广播协定》。在第二次世界大战前，日本放送協會的英语名称为。1946年3月4日起，日本放送協會开始使用作为简称向听众广播，并逐渐得到了听众的认可。1959年4月22日，作为日本放送協會的官方缩写，被正式规定在《日本放送協會章程》里。

### 名称决定的经过
这个简称的确定，是经过驻日盟军最高司令部下辖民间资讯教育局的演艺部长及其他日本职员共同研究讨论后得出的结果。民间资讯教育局认为，未来日本国民在收听民间广播的时候，有必要对这些广播进行区分；同时他们还提出了和的缩写方案。但是日本放送協會方面认为，和这种没有棱角的字母在日语中的读音和书写美观方面有困难；而在日语中发音清晰，同时用日语书写也比较美观。日本放送協會在1946年3月3日提出这个建议，结果迅速被采纳并在次日决定实施。

### 与其他公司商标的关系
除了日本放送協會，日本发条株式会社的缩写也是，并且两家公司都以此注册了商标。由于日本的商标注册是按照商业品类进行分别注册的，因此在不同的行业注册相同的商标没有法律问题。日本放送協會在1950年7月6日将注册为商标。由于当时没有服务类商标注册系统，这个商标被主要注册在杂志等产品类别。引入服务商标注册系统后，日本放送協會在1995年5月31日完成了电视和广播等服务类别下的注册。为了防止与日本放送協會相混淆，日本发条也会采用标志。

### 标志图形
自1995年3月22日开始，日本放送協會的节目开场画面上就有会出现“三个鸡蛋”的标志，設計是以設計過的圓體書寫拉丁字母斜體「NHK」三字，並各套以形似雞蛋的外框。该标志由日本放送協會的艺术总监中谷日出所设计，目前在日本放送協會的财产及节目的开场、结束时均会出现。除此之外，日本放送協會也会使用鸡蛋以外的其他标志。原则上，“NHK”三个字母是横写的，但偶尔也有竖写的。2020年3月30日後，日本放送協會更改標準的標誌圖形，去掉雞蛋造型外框，改為單純書寫「NHK」三字的設計。

NHK第一代識別標誌（1962年－1995年）
NHK第二代識別標誌（1995年－2020年3月30日）
NHK第二代識別標誌的另一版本
NHK第三代識別標誌（2020年3月30日－迄今）

### 其他简称
除了这个英语缩写之外，日本放送協會旗下各电视频道也有各自的英语缩写。例如：综合频道就缩写为；教育频道则缩写为，而在该频道开播50年后，缩写修改为（是日语的意思）；而卫星电视方面则使用了“BS1”、“BS2”和“BShi（ / ）”。2011年3月31日，“BS2”与“BShi”整合为“BS Premium”并于同年4月1日开播。2018年12月1日起，“BS4K”和“BS8K”开播，预示着日本放送協會开始提供4K和8K的超高清电视信号。

## 公共广播责任
日本放送協會是一家公共广播机构，其在日本的国内广播业务采用独立的核算制度，以收取收视费为主要财务收入。这种盈利模式可以区别于那种由国家直接运营并由国家拨款支持的国营广播或以广播商业讯息并收取广告费为收入来源的商业广播。
与国营广播机构不同的是，身为公共广播机构的日本放送協會在事业预算以及经营委员会的任命上需要得到国会总务委员会及合议会议的认可和批准。因此，日本放送協會的经营和节目编辑方针是间接反映国会意志的。根据日本《广播法》第66条之规定，总务大臣可以在日本放送協會在国际广播及广播相关研究上下达命令，而根据《广播法》第67条的规定，这些事务所产生的相关费用由日本国政府承担。

### 收费制度
日本《广播法》第4条规定日本放送協會的报道内容必须遵守“政治公平”和“争议观点需多角度报道”等标准，并且在第64条规定接收方向日本放送協會支付收视费。日本放送協會是通过向符合法律规定的电视机安装者收取基于接收合同的收视费来运营的。此外，日本国政府会向日本放送協會的国际广播业务提供一部分拨款，不过这笔费用占日本放送協會的收入比例不高。
法国、美国、韩国、德国等国家或地区允许公共广播机构获取广告收入，但日本《广播法》禁止日本放送協會通过广告获取收入。但是，日本放送協會旗下频道允许播出自身的节目宣传或与日本公共广告机构制作的商业搭配性质的公共广告。

### 免税政策
日本放送協會是《法人税法》上规定的公共法人，故而享受免征法人税的政策。但是《地方税法》并未给予日本放送協會免税资格，故而日本放送協會仍需缴纳道府县民税、市町村民税中基于从业人员人数“均等割”部分等。

### 经营计划
日本放送協會的一切经营事业都是根据其中期计划——也就是经营计划——来施行的。虽然广播相关法令中并无明文规定，但是根据法令的每年计划其实就是根据经营计划来制定的。在经营计划中，有关联播网、内容编成、人事、收支及其他有关日本放送協會的一切经营事业活动都是以三年或五年为阶段来制订的。
经营计划的决定流程如下所示。
1. 执行部门制订经营计划草案并征求经营委员会及执政党的意见。
2. 在日本放送協會官方網站等网站上公布草案，并征集观众意见。
3. 搜集各领域观众的意见并对草案进行修改，然后执行部门将最终草案提交给经营委员会审议。
4. 最终草案只有得到经营委员会的批准方可最终确定。至此阶段，中期管理计划算是确定。
  - 在桥本元一（日语：橋本元一）担任会长期间，曾经在此阶段被否决过一个管理计划，因此经营计划只能制订单年度的。
  - 继任会长福地茂雄（日语：福地茂雄）就任时期，经营委员会对经营计划进行了修订并通过如下决议：针对执行部门在“白纸状态”下征收收视费的问题，以“从次年（2012年度）经营计划开始实施时，返还收入的10%”为宗旨进行处理并对经营计划进行修正。
5. 最终案提交给总务大臣。总务大臣在不退回的前提下附加内阁意见提交给众议院。
6. 众议院总务委员会对最终草案进行审议。草案通常不会被否决，然后将附带决议提交给众议院大会。
7. 如果最终草案得到众议院大会的批准，草案将提交给参议院审议。
8. 参议院总务委员会对草案审议之后，以不否决的前提下附带相关决议提交给参议院大会审议。
9. 参议院大会通过，则本计划正式成立。

### 财务会计
根据日本《广播法》第74条第3项规定，日本放送協會的财务报表要经过会计检查院的审核后方可提交给日本国会。同时依据日本《广播法》第79条的规定，日本放送協會的会计也要接受会计检查院的审查。

#### 财务内容
日本放送協會拥有1,000亿日元的现金存款以及价值近3,500亿日元的包括日本国债在内的有价证券，账面上的资产总价9,000亿日元左右。而日本放送協會的负债主要是预收的收视费和退休准备金，价值约3,000亿日元。因此，日本放送協會的自有资本在6,000亿日元左右。此外，日本放送協會所有的房地产大多以账面价值入账，但是仅仅日本放送協會总部所在地的100,000平方（1,100,000平方英尺）物业就能产生5,000亿日元的未入账利润。因此，日本放送協會的实际自有资本在1万亿日元以上。由于资产质量高，同时负债质量也高，因此是流动性极高的财务结构。即便与经营状况不错的营利性商业公司相比，日本放送協會的财务也非常健康。
日本放送協會每年的营业性现金流达600亿日元，其投资主要针对有价证券等非事业性内容。

#### 2002年之后的决算表
| 财政年度 | 经常性事业收入 （销售额） | 经常性事业支出 （营业支出） | 经常项目收支差额 （营业利润） | 当期事业收支差额 （当期净利润） |
| -------- | ------------------------- | --------------------------- | ----------------------------- | ------------------------------- |
| 2002年   | 7,356                     | 7,169                       | 187                           | 165                             |
| 2003年   | 7,347                     | 7,220                       | 126                           | 142                             |
| 2004年   | 7,445                     | 7,284                       | 161                           | 160                             |
| 2005年   | 7,617                     | 7,457                       | 160                           | 146                             |
| 2006年   | 7,471                     | 7,476                       | -4                            | 70                              |
| 2007年   | 7,370                     | 7,235                       | 135                           | 261                             |
| 2008年   | 7,371                     | 7,050                       | 321                           | 394                             |
| 2009年   | 7,147                     | 6,900                       | 246                           | 253                             |
| 2010年   | 6,839                     | 6,801                       | 不適用                        | 37                              |
| 2011年   | 6,997                     | 6,773                       | 不適用                        | 223                             |

### 广播技术
有关广播技术的开发工作，日本政府可以命令日本放送協會进行开发。但如果是日本政府方面的指令，这部分的研发费用将由政府承担。在NHK广播电视技术研究所内，索尼、松下电器等民间企业的派遣员工也参与广播技术的开发。

### 防灾相关
依据《灾害对策基本法》第2条第5款的规定，日本放送協會被指定为“灾害对策指定公共机关”；依据同法第6条之规定，日本放送協會有承担制定防灾基本计划的义务，同时也有协助国家及地方防灾基本计划的责任。另外，依据《气象业务法》第15条第6款的规定，日本气象厅发送气象警报之后，日本放送協會有义务在第一时间予以广播。
如发布紧急地震速报，则日本放送協會会不分地区在各频道节目内同步推送。而如发布海啸警报（包括海啸注意警报、大海啸警报），则在推送警报的同时启动紧急警报广播，并且日本放送協會各国内频道切换到紧急报道体制。此外，为了应对警报发送的情况，日本放送協會每月都会进行一次测试，而这次测试通常安排在深夜最后一档新闻结束后。而针对紧急报道体制的演习，则是每日都在进行。

### 禁止广告
根据日本《广播法》第83条第1款，日本放送協會被禁止播放广告或与他人营业内容有关的内容。同时，《日本放送協會章程》第51条也禁止播出广告内容。另一方面，《广播法》也在第83条第2款规定“若基于节目编辑的需要，并且节目内容与他方广告销售目的无关，则可以不必排除著作者及营业者的姓名”。因此，日本放送協會不一定会禁止播出公司名称及商标。有关这方面的具体操作，可以参见《NHK广播指南》。日本放送協會旗下各频道在广播内容中处理公司名称时，通常需要基于以下要点：公司名称的广播方式和次数；是否会被视为广告或商业宣传；电视广告或杂志上的宣传语、流行语等内容注意不要轻易使用和连续使用等。
在处理下列个案时，日本放送協會的处理方式通常会基于如下考虑：
1. 本质上，这种表达方式或内容是否是不可替代的？
2. 是否有助于观众或听众理解相关内容？
3. 从竞争方角度来看，是否构成不公平宣传？
4. 在节目策划和演出上来书否是不可避免的？

#### 固有名称·注册商标
将特定的商品、服务（劳务）的固有名称当作一般名称进行广播的话，有可能引发商业宣传的问题。注册商标通常是固有名称，但是并非所有注册商标都非一般名称。
- 2016年8月27日播出的《试用Japan》（お試しジャパン）节目中，节目介绍了奇谭俱乐部（日语：奇譚クラブ (企業)）所生产的“杯缘子（日语：コップのフチ子）”扭蛋。为了避免商业宣传，节目将“杯缘子（日语：コップのフチ子）”改名为“OL娃娃”进行说明。因此就出现了商标一时改名为“OL娃娃”的事情。[30]
- 《NHK News 早安日本》中的栏目“城市通信（まちかど通信）”里通常只介绍商品特点，而其名称和公司通常会做遮挡处理。但是观众可以透过节目的官方网站或传真服务获得商品名及公司名。

#### 地域团体商标（日语：地域団体商標）
地域品牌保护的目的在于保护地方上的知名产品、服务或劳务，例如：“某某苹果”、“某某牛”、“某某织”等，其中的“某某”为当地的名称。同时，这也是一种允许商业合作组织注册为地域团体商标的系统。虽然如此，这些地方团体商标很难与具体的商业公司或个人的宣传及广告产生直接联系，因此被日本放送協會视为一般名称。

#### 设施建筑的命名权·冠名赛事（日语：冠大会）
既然是设施建筑及赛事大会的名称，因此在广播中就不可避免被提及。但由于其名称的一部分包含了企业的名字，因此在新闻和节目中应该避免重复地提及，同时也应该尽量少地提及。除此之外，也可以使用不包含企业名的名称来称呼。
- 大相扑春季场所所在的大阪府立体育会馆（日语：大阪府立体育会館）（包含命名权的名称为“愛電王（日语：エディオン） Arena 大阪”）以及名古屋场所所在的爱知县体育馆（包含命名权的名称为“海豚竞技馆”）。日本放送協會在转播大相扑赛事的时候，对于赛事场所的报道通常会规避命名权名称而采用没有企业名的名称。
- 其他体育赛事（例如篮球、足球等）转播中，即便举办场地有命名权，日本放送協會也会使用原来的名称。例如：B联赛在大阪府立体育会馆、爱知县体育馆的赛事也会使用没有企业名的名称。而在体育新闻里，就干脆只报道城市名。

#### 场内广告
针对会场内的看板广告、选手制服广告等，日本放送協會会采取“避免拍摄超出需要的画面”的措施来应对。如果不可避免，则其他广告（例如运输设施上的包装广告）不应露出过多。介绍互联网网站时，应该避免显示该网站上的各类广告。
- 在电视动画《TIGER & BUNNY》中，动画中的角色都有商业企业赞助并代言相应的商业广告，因此在NHK BS Premium上播出时，日本放送協會播出了消除了广告的删节版。

#### 歌词修改
过去，由于严格执行《广播法》第83条第1款的规定，因此在日本放送協會节目播出的时候，歌词中与特定名词有关的部分都被替换掉了。
- 因涉及企业名，修改为。——《Playback Part2（日语：プレイバックPart2）》（山口百惠）
- 因涉及个人名，修改为。——《Sentimental Journey（日语：センチメンタル・ジャーニー (松本伊代の曲)）》（松本伊代）
- 因涉及产品名，修改为。——《飞到伊斯坦布尔（日语：飛んでイスタンブール）》（庄野真代）
- 因涉及商标名，修改为。——《神田川》（辉夜姬（日语：かぐや姫 (フォークグループ)））
  - 因为拒绝修改歌词，辉夜姬（日语：かぐや姫 (フォークグループ)）被第24回NHK紅白歌合戰（日语：第24回NHK紅白歌合戦）辞退出场机会。但在第43届NHK红白歌合战（日语：第43回NHK紅白歌合戦）中，辉夜姬获得出场机会并不用修改歌词。
- B.B.QUEENS的歌曲《大家来跳舞》的歌词中有出现超商品牌名“Kiosk”却没有被要求替换，一直可以在日本放送協會的节目里演唱。

但是现在，由于日本放送協會开始奉行“在播送艺术作品时，可以基于NHK国内节目基准而由节目制作人自行判断”的方针，因而替换歌词的现象已经基本消失。
- Aiko的歌曲《Boy Friend》的歌词中出现了消波块（テトラポット）这个商品名，但是她在日本放送協會的节目中表演时，并未替换歌词。[31]
- 松平健的歌曲的标题和歌词中反复出现松平健昵称“松健”的假名，也未被要求修改。
- 在第56届NHK红白歌合战（日语：第56回NHK紅白歌合戦）中，硬核朋克及摇滚乐队Group魂（日语：グループ魂）在审查员琴欧洲胜纪的协助下，通过表演讽刺了日本放送協會的歌词审查制度。

#### 电视剧及纪录片
日本放送協會在其节目里对特定企业名称也会进行相应的处理，例如在其“连续电视小说”时段里，自2014年秋季档的《阿政》以来，《阿浅来了》、《大姊当家》、《别嫔小姐》、《笑天家》、《万福》等多部以日本企业家为原型的电视剧都进行了相应的修改。对此，日本放送協會制片人远藤理史解释道，“在制作过程中，企业得到的相关利益可以通过联想而获得；但还有超出这个的公共理由，如果可以让更多人享受到利益，那改编的意义也是有的。”节目里登场人物的名字及设定的改编可以说是“基于史实的虚构”。
不过也有人指出，日本放送協會对特定企业名的处理应该是源自2000年开播的《Project X～挑战者们～》这一电视剧。
日本的民營廣播業者，對於商业公司的名称及商标以及同业公司的节目名等都会做隐藏处理；此外，根据节目的不同，有时也会修改成虚构的名称和标志。但是，日本放送協會通常不会隐藏这些名称或商标。

## 地方广播电视台
日本广播協会在日本國內各地设置54個“广播电视台”［包括8個“地区据点台”（日語：據點放送局）］、14個「支局」（僅有新聞報導機能）。下表中加粗的广播电视台为所在地区的地区据点台（基干局）。由于NHK在2015年进行了工作系统修订，故“支局”数量有所增加。
| 地区        | 各地广播电视台   | 支局               | 支局                                           | 支局                           |
| 地区        | 各地广播电视台   | 由原广播电视台降级 | 由原报道室或通信部升级                         | 其他                           |
| ----------- | ---------------- | ------------------ | ---------------------------------------------- | ------------------------------ |
| 北海道      | 札幌广播电视台   | 小樽 / 岩见泽      | 千岁 / 泷川                                    |                                |
| 北海道      | 函馆广播电视台   |                    | 龟田                                           |                                |
| 北海道      | 旭川广播电视台   |                    | 留萌 / 稚内                                    |                                |
| 北海道      | 带广广播电视台   |                    | 广尾                                           |                                |
| 北海道      | 钏路广播电视台   |                    | 根室                                           |                                |
| 北海道      | 北见广播电视台   |                    | 纲走 / 纹别                                    |                                |
| 北海道      | 室兰广播电视台   |                    | 苫小牧 / 蒲河                                  |                                |
| 东北        | 仙台广播电视台   |                    | 石卷 / 气仙沼                                  |                                |
| 东北        | 秋田广播电视台   |                    | 横守 / 大馆 / 能代                             |                                |
| 东北        | 山形广播电视台   | 鹤冈               | 酒田 / 米泽 / 新庄                             |                                |
| 东北        | 盛冈广播电视台   |                    | 宫古 / 大船渡 / 陆前高田                       |                                |
| 东北        | 福岛广播电视台   | 郡山 / 磐城        | 会津若松 / 南相马 / 白河                       |                                |
| 东北        | 青森广播电视台   | 弘 / 八户          | 三泽 / 陆奥 / 五所川原                         |                                |
| 关东·甲信越 | 总部（首都圈局）         |                    | 多摩                                           |                                |
| 关东·甲信越 | 长野广播电视台   | 松本               | 饭田 / 诹放                                    |                                |
| 关东·甲信越 | 新泻广播电视台   |                    | 长冈 / 上越 / 村上 / 佐渡                      |                                |
| 关东·甲信越 | 甲府广播电视台   |                    | 富士吉田 / 大月 / 身延                         |                                |
| 关东·甲信越 | 横滨广播电视台   |                    | 横须贺 / 厚木 / 小田原                         |                                |
| 关东·甲信越 | 前桥广播电视台   |                    | 沼田 / 两毛广域                                |                                |
| 关东·甲信越 | 水户广播电视台   |                    | 筑波 / 鹿岛 / 日立                             |                                |
| 关东·甲信越 | 千叶广播电视台   |                    | 成田 / 铫子 / 东葛 / 房综                      |                                |
| 关东·甲信越 | 宇都宫广播电视台 |                    | 大田园 / 日光                                  |                                |
| 关东·甲信越 | 埼玉广播电视台   |                    | 春日部 / 所泽 / 秩父                           |                                |
| 中部        | 名古屋广播电视台 | 丰桥               | 小牧 / 中部机场 / 冈崎                         |                                |
| 中部        | 金泽广播电视台   |                    | 能登 / 小松 / 轮岛                             |                                |
| 中部        | 静冈广播电视台   | 滨松               | 沼津 / 伊东 / 富士                             |                                |
| 中部        | 福井广播电视台   |                    | 岭南                                           |                                |
| 中部        | 富山广播电视台   |                    | 高冈 / 鱼津                                    |                                |
| 中部        | 津广播电视台     |                    | 四日市 / 伊势 / 尾鹫                           |                                |
| 中部        | 岐阜广播电视台   | 高山               | 多治见                                         |                                |
| 近畿        | 大阪广播电视台   |                    | 关西机场                                       |                                |
| 近畿        | 京都广播电视台   |                    | 学研都市 / 丹后舞鹤                            |                                |
| 近畿        | 神户广播电视台   | 姬路               | 阪神 / 丰冈 / 淡路                             |                                |
| 近畿        | 和歌山广播电视台 |                    | 南纪新宫 / 南纪田边 / 桥本 / 串本              |                                |
| 近畿        | 奈良广播电视台   |                    | 奈良大和路                                     |                                |
| 近畿        | 大津广播电视台   |                    | 彦根                                           |                                |
| 中国地方    | 广岛广播电视台   | 福山               | 吴 / 尾道 / 三次                               |                                |
| 中国地方    | 冈山广播电视台   |                    | 仓敷 / 津山 / 新见                             |                                |
| 中国地方    | 松江广播电视台   |                    | 滨田                                           | 隐岐、大田、益田安排委托摄影师 |
| 中国地方    | 鸟取广播电视台   | 米子               | 仓吉                                           |                                |
| 中国地方    | 山口广播电视台   | 下关               | 奈周南 / 岩国 / 萩 / 宇部                      |                                |
| 四国        | 松山广播电视台   |                    | 新居滨 / 今治 / 八幡滨 / 宇和岛                |                                |
| 四国        | 高知广播电视台   |                    | 高知黑潮町                                     |                                |
| 四国        | 德岛广播电视台   |                    | 阿南 / 山彥                                    |                                |
| 四国        | 高松广播电视台   |                    | 丸龟 / 橄榄                                    |                                |
| 九州·冲绳   | 福冈广播电视台   |                    | 行桥 / 饭冢 / 久留米 / 大牟田 （两局统一使用） |                                |
| 九州·冲绳   | 北九州广播电视台 |                    | 行桥 / 饭冢 / 久留米 / 大牟田 （两局统一使用） |                                |
| 九州·冲绳   | 熊本广播电视台   |                    | 县北 / 阿苏 / 县南 / 天草 / 水俣 / 人吉        |                                |
| 九州·冲绳   | 长崎广播电视台   | 佐世保             | 谏早 / 岛原 / 五岛                             |                                |
| 九州·冲绳   | 鹿儿岛广播电视台 |                    | 雾岛（原鹿儿岛机场） / 奄美 / 鹿屋 / 萨摩川内  |                                |
| 九州·冲绳   | 宫崎广播电视台   |                    | 延冈 / 都城 / 日南                             |                                |
| 九州·冲绳   | 大分广播电视台   |                    | 日田 / 中津 / 佐伯                             |                                |
| 九州·冲绳   | 佐贺广播电视台   |                    | 唐津                                           |                                |
| 九州·冲绳   | 冲绳广播电视台   | 宫古岛 / 八重山    | 冲绳 / 名护                                    |                                |

- 小樽、岩见泽在1988年的组织改编中一度降级为报道室；在2015年的职务制度修改后定级为支局。
- 宫古岛和八重山在回归本土之后依次降格为地方事务所。

### 地区局组织的再次改编
日本放送協會正以全局视野对其组织进行重新审视，不过由于日本国家政策要求，日本放送協會正在扩大其外包业务的规模。因此销售部门的主要业务正在向客户服务监督和外包监督上转移。由于这个变化，日本放送協會正在促进其地方的销售机构与广播站的合并。
特别是在北海道，其广播电视台（放送局）下辖的销售部门被全部废除。而在NHK札幌广播电视台业务促进部的推动下，全北海道的销售业务分为四个区域并统一归属到地区振兴部管理。负责每个地区的销售部门已经整合为统一系统，完成了组织的再次改编工作。此外，广岛县的福山支局的广播会馆由于设备老化而做出了旧址关停出售的决定；同时配合支局的功能进行重组和向邻近地区转移。负责该地区的福山营业室被废除，改由广岛局业务促进部负责。同样的原因，位于兵库县的姬路支局也因为设备老化而关闭，其广播业务由播磨地区的神户广播电视台负责，而销售业务则转移到但马地区尼崎市的阪神营业中心。

## 海外总支局
| - 亚洲总局（ 泰國 曼谷） - 菲律賓 马尼拉支局 - 印度尼西亞 雅加达支局 - 越南 河内支局 - 印度 新德里支局 - 巴基斯坦 伊斯兰堡支局 - 新加坡 支局 - 悉尼支局 - 中国总局（ 中华人民共和国 北京） - 上海支局 - 广州支局 - 香港支局 - 中華民國 台北支局 - 首爾支局 | - 欧洲总局（ 法國 巴黎） - 英国 伦敦支局 - 比利时 布鲁塞尔支局 - 德国 柏林支局 - 奥地利 維也納支局 - 埃及 开罗支局 - 土耳其 伊斯坦布爾支局 - 阿联酋 迪拜支局 - 南非 约翰内斯堡支局 - 以色列 耶路撒冷支局 - 伊朗 德黑兰支局 - 俄羅斯 莫斯科支局 - 俄羅斯 海參崴支局 - 美洲总局（ 美国 纽约） - 华盛顿支局 - 洛杉矶支局 - 巴西 圣保罗支局 |

## 频道列表

### 日本国内
| 教养·教育类 25% | 新闻类 35% | 娱乐类 20% |

| 教养类 15% | 教育类 65% | 新闻类 10% |

| 教养·教育类 40% | 新闻类 10% | 娱乐类 25% |

| 教养类 20% | 教育类 10% | 新闻类 20% | 娱乐类 20% |

| 教养类 15% | 教育类 75% | 新闻类若干 |

| 教养类 20% | 教育类 10% |

| 1953年2月           | ... | 1959年1月           | ...                 | 1989年6月               | ...                     | 2000年12月                          | ...                                 | 2007年9月                           | ...                                 | 2011年                              | 2011年                        | 2011年                        | 2011年                        |
| 1953年2月           | ... | 1959年1月           | ...                 | 1989年6月               | ...                     | 2000年12月                          | ...                                 | 2007年9月                           | ...                                 | 3月                                 | 4月                           | ...                           | 7月                           |
| ------------------- | --- | ------------------- | ------------------- | ----------------------- | ----------------------- | ----------------------------------- | ----------------------------------- | ----------------------------------- | ----------------------------------- | ----------------------------------- | ----------------------------- | ----------------------------- | ----------------------------- |
| NHK综合频道模拟广播 |     |                     |                     |                         |                         |                                     |                                     |                                     |                                     |                                     |                               |                               |                               |
| —                   | —   | NHK教育频道模拟广播 | NHK教育频道模拟广播 | NHK教育频道模拟广播     | NHK教育频道模拟广播     | NHK教育频道模拟广播                 | NHK教育频道模拟广播                 | NHK教育频道模拟广播                 | NHK教育频道模拟广播                 | NHK教育频道模拟广播                 | NHK教育频道模拟广播           | NHK教育频道模拟广播           | NHK教育频道模拟广播           |
| —                   | —   | —                   | —                   | NHK卫星第1频道（旧BS1） | NHK卫星第1频道（旧BS1） | NHK卫星第1频道（旧BS1）             | NHK卫星第1频道（旧BS1）             | NHK卫星第1频道（旧BS1）             | NHK卫星第1频道（旧BS1）             | NHK卫星第1频道（旧BS1）             | NHK BS1模拟广播               | NHK BS1模拟广播               | NHK BS1模拟广播               |
| —                   | —   | —                   | —                   | NHK卫星第1频道（旧BS1） | NHK卫星第1频道（旧BS1） | NHK卫星第1频道（旧BS1）             | NHK卫星第1频道（旧BS1）             | NHK卫星第1频道（旧BS1）             | NHK卫星第1频道（旧BS1）             | NHK卫星第1频道（旧BS1）             | →转换为NHK BS1数字广播        |                               |                               |
| —                   | —   | —                   | —                   | NHK衛星第2頻道（BS2）   | NHK衛星第2頻道（BS2）   | NHK衛星第2頻道（BS2）               | NHK衛星第2頻道（BS2）               | NHK衛星第2頻道（BS2）               | NHK衛星第2頻道（BS2）               | NHK衛星第2頻道（BS2）               | NHK BS Premium模拟广播        | NHK BS Premium模拟广播        | NHK BS Premium模拟广播        |
| —                   | —   | —                   | —                   | —                       | —                       | NHK數位衛星高清頻道（BShi）模拟广播 | NHK數位衛星高清頻道（BShi）模拟广播 | NHK數位衛星高清頻道（BShi）模拟广播 |                                     |                                     |                               |                               |                               |
| —                   | —   | —                   | —                   | —                       | —                       | NHK数字卫星高清频道（BShi）数字广播 | NHK数字卫星高清频道（BShi）数字广播 | NHK数字卫星高清频道（BShi）数字广播 | NHK数字卫星高清频道（BShi）数字广播 | NHK数字卫星高清频道（BShi）数字广播 | →转换为NHK BS Premium数字广播 | →转换为NHK BS Premium数字广播 | →转换为NHK BS Premium数字广播 |

### 日本国外
- NHK日本国际传媒
  - NHK日本国际广播电台
  - NHK国际日语频道（日语服务）
  - NHK国际英语频道（英语服务）

## 组织、人事、薪金

### 上级机构
根据《广播法》及《日本放送協會章程》的规定，日本放送協會的最高管理机构为经营委员会与监察委员会；其次为会长。就日本放送協會而言，经营委员会委员长职位相当于“首席执行官”；而会长相当于“首席运营官”。不过需要注意的是，经营委员会委员长通常都是兼任的。由会长（1人）、副会长（1人）、专务理事等7人至10人构成的理事会为日本放送協會的日常管理机构，由理事會管轄各內部單位及部門。
日本放送協會的組織架構，自2022會計年度起為：
- 經營委員會 / 監察委員會
  - 理事會（含會長） / 風險管理委員會
    - 内部监察室 / 考查室 / 风险管理室 / 秘书室 / 地域改革推進室 / 集團經營戰略局 / 資訊系統局 / 媒體總局 / 視聽者局 / 公關局 / 总务局 / 技术局 / 经理局 / 研究所※（广播电视文化研究所 · 广播电视技术研究所） / 各地广播电视台（含地区據點台）※ / 首都圈局
      - 媒體總局：媒體戰略本部 / 開發者中心 / 解说委员室 / 播報室 / NHK在线室 / 报道局 / 广播电视技术局 / 國際广播电视局 / 海外总支局（日语：NHK海外総支局）※
      - 視聽者局：戰略企劃部、全國支援部、管理部[41]

（注：※为日本放送協會的附設機構）

#### 管理人员
根据日本《广播法》第49条以及《日本放送協會章程》第35条第1款的规定，日本放送協會的管理人员由12名经营委员、1名会长、1名副会长，以及7人以上10人以内的专务理事或理事组成。而按照日本《广播法》第42条第3款和《日本放送協會章程》第25条第3款的规定，监察委员会的人员构成由经营委员会从经营委员会委员中任命。

#### 经营委员会
经营委员会是日本放送協會内部依据《广播法》决议经营方针等重要事务的最高机关。经过日本国会参众两院的同意，由日本内阁总理大臣任命12名委员。委员中，1人以上为常务委员，其余为非常务委员。其中8名委员将从地方代表中选出；但是经过2007年的《广播法》修订后，已不再做此限制。每名委员的任期为3年。委员长有委员之间互选产生。委员长及委员在国会与官报上正式使用的职务名为“委员”。为了以示区别，通常会使用“经营委员会委员（长）”，简称“经营委员（长）”。
经营委员会的主要职务是制定日本放送協會经营的基本方针，同时对日本放送協會内各管理人员的履职情况进行监督。日本放送協會现任经营委员会委员长为森下俊三。

#### 监察委员会
监察委员会是依据日本《广播法》和《日本放送協會章程》的规定而成立的机构。由于法律的修改，原来的监事于2008年4月1日废除并重新设立。监察委员会的监察委员从经营委员会的委员中选拔，人数不得少于3人且其中1人必须为经营委员会里的常务委员。需要注意的是，经营委员会成员的正式称呼不是“经营委员”而是“委员”；但监察委员会成员的正式称呼却是“监察委员”而不是“委员”。依法监察委员会没有设立委员长或议长的职务，每名监察委员都可以召集举办会议。
监察委员会的成员职务在于审核管理人员的职责执行情况。根据《广播法》的规定，管理人员职务职责的执行监督在整体上属于监察委员会监察；但监察过程中的具体个别行为则交由具体的监察委员负责。

#### 理事会
在日本放送協會的管理职员中，由会长、副会长、专务理事和理事组成理事会。理事会负责日本放送協會重要业务的执行。

#### 会长
日本放送協會会长由经营委员会决议产生，任期为3年。会长是日本協會的代表与业务总管。自1980年代末以来，会长一职开始由内部晋升产生为主；但自2008年1月25日开始，日本放送協會会长开始从外部聘任。
日本放送協會会长的年薪大约在3000万日元左右。但由于这个职位的性质基本是义务性（收入会较之前有大幅度下降）；再加上需要面对国会质询和媒体监督，因此据说很少有人愿意申请这个职位。
副会长需要由经营委员会同意后由会长任命，任期同样为3年。副会长的职责在于协助会长对日本放送協會业务的管理。
理事及专务理事也是需经由经营委员会同意后由会长任命，任期为2年。理事们的职责是协助会长及副会长对日本放送協會业务的管理。
|    | 姓名       | 任期                          | 出身地   | 毕业院校                       | 职业履历                                                                           | 备注 |
| -- | ---------- | ----------------------------- | -------- | ------------------------------ | ---------------------------------------------------------------------------------- | --- |
| 1  | 岩原谦三   | 1926年8月6日－1936年7月12日   | 石川县   | 东京商船学校                   | 社团法人东京放送局理事长 足利纺绩总裁 日本无线电话                                 | 死于任内。 |
| 2  | 小森七郎   | 1936年9月5日－1943年5月15日   | 栃木县   | 帝国大学                       | 日本递信省递信局长 日本放送協會专务理事                                            | |
| 3  | 下村宏     | 1943年5月15日－1945年4月7日   | 和歌山县 | 东京帝国大学                   | 台湾总督府总务长官 朝日新闻社副社长 早稻田大学课外讲师 拓殖大学校長 日本贵族院议员 | 退任后出任日本内阁情报局总裁并参与终战诏书。                                                                                 |
| 4  | 大桥八郎   | 1945年4月21日－1946年2月20日  | 富山县   | 东京帝国大学                   | 日本电信电话公社总裁                                                               | 因公职追放而解职。 |
| 5  | 高野岩三郎 | 1946年4月26日－1949年4月5日   | 长崎县   | 东京帝国大学法科大学           | 大原社会问题研究所所长                                                             | 于任期结束前死去。 |
| 6  | 古垣铁郎   | 1949年5月30日－1950年5月31日  | 鹿儿岛县 | 里昂大学                       | 国际联盟事务局 朝日新闻社记者 日本交响乐团理事长 日本放送協會专务理事              | 社团法人日本放送協會会长任期。                                                                                               |
| 6  | 古垣铁郎   | 1950年6月1日－1956年6月13日   | 鹿儿岛县 | 里昂大学                       | 国际联盟事务局 朝日新闻社记者 日本交响乐团理事长 日本放送協會专务理事              | 特殊法人日本放送協會会长任期。                                                                                               |
| 7  | 永田清     | 1956年6月13日－1957年11月3日  | 福冈县   | 庆应义塾大学经济学部           | 日新制糖总裁 日本橡胶总裁 福冈制纸总裁                                             | 死于任内。 |
| 8  | 野村秀雄   | 1958年1月14日－1960年10月17日 | 广岛县   | 早稻田大学专门部法律学校       | 朝日新闻社代表董事 熊本日日新闻社社长 国家公安委员                                 | |
| 9  | 阿部真之助 | 1960年10月17日－1964年7月9日  | 埼玉县   | 东京帝国大学文学部社会学科     | 东京日日新闻社主笔 日本放送協會经营委员会委员长                                    | 死于第二任期任内。 |
| 10 | 前田义德   | 1964年7月17日－1973年7月16日  | 北海道   | 东京外国语大学意大利语专业     | 朝日新闻社记者 日本放送協會副会长                                                  | 届满离职。 |
| 11 | 小野吉郎   | 1973年7月17日－1976年9月4日   | 广岛县   | 九州帝国大学法文学部           | 日本邮政省事务次官 日本放送協會副会长                                              | 因私自前往东京都文京区目白台探访由于洛克希德事件而遭东京拘留所逮捕但取保候审的日本前首相田中角荣而在任期内被迫辞职。         |
| 12 | 坂本朝一   | 1976年9月21日－1982年7月2日   | 东京府   | 早稻田大学文学部英语文学专攻科 |                                                                                    | 首位日本放送協會出身并担任会长职的人士。                                                                                     |
| 13 | 川原正人   | 1982年7月3日－1988年7月2日    | 东京府   | 东京大学经济学部               | 日本放送協會专务理事                                                               | 届满离职。 |
| 14 | 池田芳藏   | 1988年7月3日－1989年4月4日    | 兵库县   | 东京帝国大学经济学部           | 三井物产董事长                                                                     | 首位外部招聘担任会长职的人士。就任时已年满77岁，任职不满1年即辞职。                                                          |
| 15 | 岛桂次     | 1989年4月12日－1991年7月16日  | 栃木县   | 东北大学文学部                 | 日本放送協會报道局局长 日本放送協會副会长                                          | 因在日本国会发表虚假答辩被发现而辞职。                                                                                       |
| 16 | 川口干夫   | 1991年7月31日－1997年7月30日  | 鹿儿岛县 | 东京大学文学部                 | 日本交响乐团理事长                                                                 | 届满离职。 |
| 17 | 海老泽胜二 | 1997年7月31日－2005年1月25日  | 茨城县   | 早稻田大学政治经济学部政治学系 | NHK事业公司总裁                                                                    | 因一系列丑闻而在第三任期内引咎辞职。离职后一直就任日本大相扑横纲审议委员会委员，并担任第11代委员长（2007年1月－2009年1月）。 |
| 18 | 桥本元一   | 2005年1月25日－2008年1月24日  | 静冈县   | 东京工业大学理工学部           | NHK技术局专务理事 NHK技术局首席工程师                                              | 届满辞职。NHK职员内幕交易案责任人，在他的第1任期结束的当天宣布辞职。                                                         |
| 19 | 福地茂雄   | 2008年1月25日－2011年1月24日  | 福冈县   | 长崎大学经济学部               | 朝日啤酒公司总裁 朝日啤酒公司董事长 朝日啤酒公司顾问                               | 届满离职。20年来，首位外聘会长。                                                                                             |
| 20 | 松本正之   | 2011年1月25日－2014年1月24日  | 三重县   | 名古屋大学法学部               | 东海旅客铁道代表董事兼总裁 东海旅客铁副董事长                                      | 届满离职。外聘会长。 |
| 21 | 籾井胜人   | 2014年1月25日－2017年1月24日  | 福冈县   | 九州大学经济学部               | 日本优利系统代表董事兼总裁 日本优利系统顾问                                        | 届满离职。外聘会长。 |
| 22 | 上田良一   | 2017年1月25日－2020年1月24日  | 长崎县   | 一桥大学法学部                 | 美国三菱商事代表董事兼总裁 NHK常务经营委员兼监察委员长                             | 届满离职。自第9代会长阿部真之助之后，时隔57年来再度有经营委员会成员出任会长一职。                                            |
| 23 | 前田晃伸   | 2020年1月25日－               | 熊本县   | 东京大学法学部                 | 瑞穗金融集团总裁 瑞穗金融集团董事长 日本国家公安委员 肥后银行监查人                | |

### 广播节目审议会
根据《广播法》第82条的规定，日本放送協會内部设有名为“广播节目审议会”的节目内容审查机构。该机构又分为：中央广播节目审议会、地方广播节目审议会和国际广播节目审议会三个子机构。
- 中央广播节目审议会
  - 以全国广播（日语：全国放送）的所有节目、或面向全国广播的节目为审查对象。审议会由15人以上的成员组成；成员需要得到经营委员会的同意并获得会长委任方可。
- 地方广播节目审议会
  - 以面向地方广播的节目为审查对象，在全国七大区域里分别设立。每个地方节目审议会由7人以上的成员组成；成员由当地得到会长委任的地方学术专家构成。
- 国际广播节目审议会
  - 以国际广播的所有节目或面向国际广播的节目为审查对象。审议会由10人以上的成员组成；成员需要得到经营委员会的同意并获得会长委任方可。

### 主要職种
日本放送協會根据职业种类进行招聘，而主要职业类别则有：
- 播音员
- 记者
- 节目制作
- 技术——大致又可细分为：传输技术、制作技术（摄像、录音、后期制作等）和信号收发技术（发射台站的维护管理及信号接收环境的维护）。该工种会招募较多的高等院校及高等专门学校的毕业生。日本放送協會同时会定期将本部的技术工种转移到旗下子公司——NHK技术服务公司（2006年时隶属于NHK媒体技术，2019年预定与NHK技术合并）；有时也会分配到广播技术研究所。
- 新闻摄像师——也被称为“摄像记者”。除了负责新闻报道之外，还负责大型节目的拍摄（例如《NHK特辑》）。同时还会负责培养潜水摄像师和登山摄像师等专门人才。
- 广播管理——会计、总务、预算及节目编辑等。[63]
- 销售——负责接收费的收取。该项工作目前以外包为主，因此人员在不断削减中。

日本放送協會的招聘分为“全国调动录用（一般录用）”和“地区特许录用”两种，但是地区特许录用会根据实际情况将录用资格用于该地区以外。在日本放送協會的下一个经营计划中，明确指出将使用“区域限定录用”制度来取代现行的“地区特许录用”，以便于吸引并招募该地区的广泛人力资源。此外，日本放送協會还会招募少量的“特定局限定勤务人员”（合同工），但是这类员工只能最长签约五年。

### 薪資待遇
根据公开的数据显示，日本放送協會雇员的薪资要比在霞关上班的特考组公务员高。但是根据2013年的报告显示，根据未来五年的收入预期对比，日本放送協會雇员的基本薪酬收入将减少10%左右。2015年，日本放送協會雇员的平均年收入为1,160万日元。而在同年，英国广播公司雇员的平均年收入为4.3万英镑（约688万日元）。
| 薪级     | 薪级         | 平均年龄   | 平均年薪                   | 每月主要津贴 | 职级细分 | 职级细分                                                                                                 |
| 薪级     | 薪级         | 平均年龄   | 平均年薪                   | 每月主要津贴 | 职级     | 对应职务                                                                                                 |
| -------- | ------------ | ---------- | -------------------------- | --- | -------- | --- |
|          | 理事（董事） |            | 1,694万日元                | 住房补助津贴：1万日元－5万日元 单身赴任津贴：4万日元 |          | |
| D6～D8级 | 干部管理职   | 45岁至55岁 | 1,403万日元 至 1,554万日元 | 住房补助津贴：1万日元－5万日元 单身赴任津贴：4万日元 | D8       | 本部室长，主管，地方局局长，本部主要中心长                                                               |
| D6～D8级 | 干部管理职   | 45岁至55岁 | 1,403万日元 至 1,554万日元 | 住房补助津贴：1万日元－5万日元 单身赴任津贴：4万日元 | D7       | 地方局副局长，本部专任局长，本部中心主任，本部主要部长，地方主要局长，记者主管                           |
| D6～D8级 | 干部管理职   | 45岁至55岁 | 1,403万日元 至 1,554万日元 | 住房补助津贴：1万日元－5万日元 单身赴任津贴：4万日元 | D6       | 地方局广播部长、技术部长、企划总务部长、海外总局局长、总部专职部长、总部节目部长、执行制片人、执行播音员 |
| D1－D5级 | 一般管理职   | 40岁至50岁 | 995.2万日元 至 1,287万日元 | 职务津贴：每月60,000日元 岗位津贴：每月2万到3万日元 地方津贴：每月4000到12000日元 住房补助津贴：10,000日元－50,000日元 单身赴任津贴：40,000日元 孕产假津贴 病休假津贴 特定每日津贴等 | D5       | 本部副部长、广播室专职部长、政治部等报道局副部长、地方局营业中心主任                                     |
| D1－D5级 | 一般管理职   | 40岁至50岁 | 995.2万日元 至 1,287万日元 | 职务津贴：每月60,000日元 岗位津贴：每月2万到3万日元 地方津贴：每月4000到12000日元 住房补助津贴：10,000日元－50,000日元 单身赴任津贴：40,000日元 孕产假津贴 病休假津贴 特定每日津贴等 | D4       | 解说委员、总部副部长、广播室专职室长、海外支局长、地方局部长                                             |
| D1－D5级 | 一般管理职   | 40岁至50岁 | 995.2万日元 至 1,287万日元 | 职务津贴：每月60,000日元 岗位津贴：每月2万到3万日元 地方津贴：每月4000到12000日元 住房补助津贴：10,000日元－50,000日元 单身赴任津贴：40,000日元 孕产假津贴 病休假津贴 特定每日津贴等 | D1－D3   | 总部或地方局副局长、高级制片、高级导演、高级播音员、高级摄影师、高级工程师、专职记者                     |

此外，日本放送協會还有一套与管理职级线对应的专业职级线薪资标准。但由于挂名管理者问题的指责，这套标准已计划取消。
| 专业职级         | 平均年龄       | 平均年薪                    | 每月主要津贴                                                                   | 备注                                                  |
| ---------------- | -------------- | --------------------------- | ------------------------------------------------------------------------------ | ----------------------------------------------------- |
| 专业Ⅴ级－专业Ⅷ级 | 50岁以上       | 1,403万日元 至 1,694万日元  | 住房补助津贴：1万日元－5万日元 单身赴任津贴：4万日元                           |                                                       |
| 专业Ⅰ级－专业Ⅳ级 | 40岁左右－50岁 | 482.16万日元 至 999.6万日元 | 职务津贴 地方津贴 住房补助津贴 单身赴任津贴 孕产假津贴 病休假津贴 特定每日津贴 | 专业Ⅰ级每月大约有11.55万日元到13.96万日元的职务津贴。 |

日本放送協會普通职员的薪酬结构包括：基本薪、奖金、家庭薪、加班工资、地区调任津贴、住房补助津贴、单身赴任津贴、育儿假津贴、病休假津贴、保暖津贴、特定日津贴等。因此在日本放送協會，35岁左右员工的标准薪酬应该在700万日元。但是根据入职12年后离职的前日本放送協會员工崛润透露，如果算上加班工资，Niconico动画的薪资已经超过900万日元。此外，在某报道中，“前放送伦理·番组向上机构委员小田切诚指出，平均年收入为1150万日元；但如果算上加班工资和其他津贴的话，实际收入则是1700万日元。”

## 设施与关联机构
- NHK广播电视中心周边设施
  - NHK大厅——《歌曲演唱會（日语：うたコン）》、《回忆的旋律（日语：思い出のメロディー）》、《NHK扬声歌唱冠军大赛》、《NHK红白歌合战》、《The少年俱乐部》等节目录制场地
  - NHK摄影棚公园——《来自Studio Park的问好（日语：スタジオパークからこんにちは）》、《周六Studio Park（日语：土曜スタジオパーク）》、《YOU-DOKI（日语：ゆうどき）》等节目的录制场地
  - 公众广场交流厅（日语：みんなの広場ふれあいホール）——《爆笑ON AIR Battle（日语：爆笑オンエアバトル）》、《BS娜娜敏DE多摩（日语：BSななみDEどーも）》、《BS交流厅（日语：BSふれあいホール）》、《澀谷生活馆（日语：シブヤらいぶ館）》等节目的录制场地
- NHK大阪广播电视台（放送局）
  - NHK大阪大廳（日语：NHK大阪ホール）——《上方演艺厅（日语：上方演芸ホール）》、《三枝与笨蛋三姐妹（日语：三枝とナニワ三姉妹!）》等节目录制场地。原由NHK近畿媒体计划公司运营，现交由NHK星球近畿总支社运营。
- SKIP城（日语：SKIPシティ）（埼玉县川口市）
  - NHK档案馆
- NHK名古屋广播局
  - 心动广播体验工作室（放送体験スタジオ・わくわく）
- 卫星工作室（サテライトスタジオ）
  - NHK@校园（NHK@キャンパス）——设立于青山学院工作室（东京都澀谷区神宫前）1楼，面积约100平方米，于2009年10月24日开始使用。

此外，日本放送協會还拥有的设施包括：NHK广播博物馆、NHK广播电视文化研究所、NHK广播电视技术研究所、千代田放送會館、京都疗养所洛风庄等。

## 节目内容

### 节目列表

#### 日本国内
- NHK综合频道节目列表（日语：NHK総合テレビ番組一覧）
- NHK教育频道节目列表（日语：NHK教育テレビ番組一覧）
- NHK卫星广播节目列表（日语：NHK衛星放送番組一覧）
- NHK第一套广播节目列表（日语：NHKラジオ第1番組一覧）
- NHK第二套广播节目列表
- NHK FM频率节目列表（日语：NHK FM番組一覧）
- NHK地区资讯节目（日语：地域情報番組）
- NHK特别节目列表
- 过去播送过的节目记录
  - NHK编年史 节目表历史记录[66]
    - 可以通过本系统检索和查看自1951年日本放送協會开始电视实验性播出以来的官方节目数据库，该服务是免费的。同时，还可以查阅到NHK存档服务内的节目。[67]

  - NHK时间机器[68]
    - 用户可以通过修改日期的方式查看日本放送協會自1953年正是播送电视节目之后的节目表。

  - NHK存档服务[67]
    - 目前该服务已经关闭用户检阅功能，相应的查询服务已经转移至NHK编年史。

#### 海外国际
- NHK World TV节目列表（日语：NHKワールドTV 番組一覧）
- NHK World Premium节目列表（日语：NHKワールドプレミアム 番組一覧）

日本放送協會针对国际听众的广播电台节目可以参见上一部分“NHK第一套广播节目列表”、“NHK第二套广播节目列表”和“NHK FM频率节目列表”中的海外节目部分。

### 与商业广播的合作
由日本的商业广播公司所制作的纪录片，如果获得了日本文化厅艺术节奖、广播文化基金奖、银河奖、日本民营广播联盟奖、日本广播文化大奖、ATP奖等奖项则可以根据各商业广播公司与日本放送協會的合作关系将相应的纪录片在NHK教育频道或NHK BS Premium上播出。自2007年以来，日本放送協會或其他商业广播公司的获奖纪录片都会以“最佳电视（ザ・ベストテレビ）”的名义在NHK BS Premium（原NHK BS2）上播出。
2013年6月29日，NHK BS Premium开辟了一档名为“杰出时代剧（名作時代劇）”的电视剧档期用以播放由C.A.L并于1971年在TBS电视网播出的电视剧《大冈越前 第2部》（加藤刚主演）。此外，NHK旗下的各大卫星电视频道还播送过《美少女战士》（朝日电视网）、《K-ON！》（TBS电视网）；NHK教育频道也播送过《日常》（重编版）、《Love Live!》、《Love Live! Sunshine!!》等曾在民营电视台播放过的电视动画片。《进击的巨人》第一季在NHK BS Premium重播之后，其最新的第三季已从民营广播公司转移到NHK综合频道首播。

### 无障碍视听内容
日本放送協會为视力障碍者和听力障碍者制作了大量节目，其中以教养节目和教育节目为主。
从1990年开始，日本放送協會开始播出一档有手语翻译及文字摘要的新闻节目《NHK手语新闻》。同时这档新闻节目还衍生出手语教学节目。此外，通过图文电视技术已经实现为大多数预先录制的综艺节目、电视剧添加字幕。而从2000年开始，直播节目（例如：新闻、资讯及体育转播类节目）也全面普及了实时字幕广播技术。随后，在黄金档及黄金时段播出的节目也实现了同步字幕。
而对于视力障碍者，日本放送協會会播出对节目场景有解说的节目。例如：从1990年开始，晨间剧场和新银河剧场的电视剧都采取了这种播送方式。后来，除了十点剧场和部分海外剧，大部分的电视剧、综艺、教育和学校节目都已经采用这种播送方式。

### 节目转销·互联网分发
很早之前，日本放送協會的电视节目就会在一些有线电视上的自主广播频道和一部分民营电视台上播出。但是原则上，节目的重播仅限在日本放送協會的旗下频道内。2004年开始，日本放送協會开始将大河剧向CS卫星频道进行广播联卖；2006年以后，日本放送協會开始向后文提及的内容供应商提供节目，正式进行节目转销。

#### 转销民营电视台
- 东京电视网
  - [註 11]时代，《骑鹅历险记》曾在该电视网播出过。
- 冲绳电视台（富士电视网）
  - 冲绳返还前，日本放送協會尚未在此开业。日琉微波线路（日语：琉球電信電話公社）开通后，冲绳广播协会（現NHK冲绳广播局）也在1965年3月成立。但是直到1968年12月，冲绳广播协会都是播送自己的赞助商内容和广告；同时同步或延时播出日本放送協會的“晨间剧”、“大河剧”、“102号演播厅（日语：スタジオ102）”、“我的秘密”、“NHK红白歌合战”等节目。特别是，由于《NHK新闻》被视为是来自东京的新闻节目，所以在冲绳广播协会开台以来，它们播出的新闻节目都是来自富士新闻网。而NHK教育频道的学校广播节目则由琉球政府文教局（日语：文教局 (琉球政府)）负责；并且冲绳广播协会成立后，也持续播送了一段时间。
- 琉球放送（TBS电视网 / 日本广播网）
  - 在琉球划归日本政府管辖后，《素人扬声演唱会》（现NHK扬声歌唱）开始在琉球放送旗下的电视频道和广播频道同步广播；但是在划归之前，仅有广播播出。NHK教育频道及NHK第二套广播的节目则是通过琉球政府文教局进行持续播送。

## 海外合作
日本放送協會是亚洲最大的公共广播事业实体，同时也是亚太广播联盟的常任理事。因此，其制作的特别节目通常都会以亚洲为主题。同时，日本放送協會也会应国际协力机构或其他机构的要求，派遣技术人员前往发展中国家提供广播技术等内容的援助和支持。
除了广播业务之外，日本放送協會还是教育类节目国际评选活动“日本奖”以及NHK亚洲电影节的主办方，并以此享誉国际。

### 节目内容合作
从很久以前开始，以欧美电视剧为主的海外电视剧在日本放送協會旗下频道的播出就十分积极。日本放送協會曾经播出过的欧美电视剧包括《大侦探波洛》、《草原小屋》、《急诊室的故事》、《夏洛克·福尔摩斯》、《飞跃比弗利》等。而从1990年代末开始，日本放送協會开始增加了来自亚洲其他国家电视剧的播出。例如，日本放送協會就曾经播出引发韩流的韩国电视剧《冬季恋歌》和《大长今》等。同时，日本放送協會也会播出了来自中国的电视剧，例如《和你在一起》等。而一些在美国广受欢迎的电视剧，例如《绝望的主妇》、《丑女贝蒂》、《星球大战之克隆人的战争》等也在日本放送協會播出。
与日本的情况不同，日本国外的电视节目通常由制作公司或工作室主导，而这些节目的版权通常也由与制作方分离的代理公司所有，因此NHK所购节目的多寡与国外播出该节目的电视台之关系亲疏无关。日本放送協會的海外节目来源既有代理公司的推销，或拥有版权的制作公司的投标，亦或者前往戛纳、香港、圣塔莫尼卡等有举办国际电影电视内容商品展销会的地方进行购买。除了日本放送協會之外，日本的商业电视台或电影公司也会进行节目内容或版权的购买。随着卫星频道的增多，不仅是各大商业电视台，包括WOWOW在内的各大卫星频道也加入到内容的购买行列中，导致海外节目的购买越发激烈。1990年，日本放送協會成立了国际传媒公司并由其代理其海外节目内容的交易，但被抨击“干扰市场价格”。
此外，像《地球脉动》、《海洋》等这类自然科学纪录片，通常是由国际共同出资并拍摄，各合作机构都可以利用这些素材来制作各自的节目。在自然和科学等领域，日本放送協會经常与具有世界一流摄影技术的英国广播公司及《国家地理》合作。另外，在播出的常规节目里也会混入外购内容。例如在过去播放的《生物地球纪行》中，经常是节目标题没有改变，但是播出内容却是外购节目；同时，胶片素材和录像带素材混用的情况也时常发生。
而在日本放送協會的《BS世界的纪录片》节目里，经常会播出外购的非自然科学类节目。此外，还有一个案例就是日本放送協會与美国广播公司合拍的《世纪影像》。
此外，日本放送協會子公司-NHK國際電視廣播曾於1990年代至2006年間，為外務省代工製作國家宣傳片《日本風情畫》。

### 新闻报道合作
日本放送協會与各国主要媒体都建立了报道联盟，可进行新闻素材的交换与合作。例如：有线电视新闻网、美国广播公司、英国广播公司、德国电视二台、德国公共广播联盟、法国电视二台、中国中央电视台和韩国放送公社等。NHK BS1会以同声传译的形式在《世界新闻》（ワールドニュース）节目中播送这些媒体的新闻报道。除了在通讯卫星和有线电视上播出的海外频道之外，NHK BS1是日本唯一一家可以收看带有翻译内容的海外新闻报导的电视频道。
如果在日本以外的地区发生了重大新闻事件，例如：九一一恐怖袭击或美国总统选举，NHK BS1会直接利用海外电视台的新闻画面（主要是美国广播公司）搭配日语翻译及解说进行报道。1990年代，ABC电视网播出的WORLD NEWS NOW中，NHK的记者会在这档节目里播报有关亚洲经济的内容。

## 争议与批评

### 高管二战言论的争议
- 2014年1月25日，NHK新任会长籾井勝人（日语：籾井勝人）在就职记者会上說，慰安妇“哪个国家都曾有过（比如法國、德國）”、“政府说右，（NHK）就不能说左”，引发廣泛争议。[70]27日，籾井勝人就兩天前有關慰安婦問題發表的爭議性言論作出道歉，並說自己有關慰安婦在戰爭期間「很常見」的說法「極不恰當」。[71]31日，在日本国会上就慰安妇问题接受质询并表示道歉。[72]此言論被中國媒體批評是「大放厥詞」、「發表謬論」。韓國也對其慰安婦的言論提出批評，有官員表示，籾井勝人應該向韓國人民道歉並引咎辭職。[71]
- 2014年2月3日，日本作家、時任NHK经营委員會委员百田尚树在街头演讲中公开說，南京大屠杀“不存在”、南京大屠杀是蒋介石政府的“任意宣传”、美军对东京的轰炸以及广岛、长崎原子弹爆炸才是“大屠杀”、东京审判是美军为了掩盖自身战争的罪行等爭議言論。對於百田的言论，日本首相安倍晋三当天在国会答辩时采取了回避态度，“这是（百田）个人见解，我不应发表评论。”[70]5日，中国外交部发言人洪磊在記者會說，日本国内“极少数人试图抹杀、掩盖、歪曲这段历史，是对国际正义和人类良知的公然挑战，应引起国际社会高度警惕”。[73]8日，美国驻日大使馆新闻官表示，百田尚树有关二战历史的言论“脱离常识”。美国政府希望具有一定地位、肩负一定责任的日方人士对这些煽动亚洲局势紧张的言论进行自控。这是美国官方首次对有关言论发表意见。[74]10日，《日本記者會所（日语：日本記者クラブ）》发表声明，要求籾井和百田辞职。声明並说，籾井的有关言论基于错误的历史认识，否定了NHK作为报道机构的作用[70]。[75]
- 2014年2月12日，美国《华盛顿邮报》发表《安倍应对历史修正主义言论做出澄清》的社论。社论说，安倍和他的政府总是拿“日本有言论自由”当挡箭牌，拒绝对修改历史事实的言论做出回应和谴责。社论还说，美国政府内部负责亚太事務的高层人士正在重新考量安倍晋三到底是一个改革派还是一个右倾民族主义者。[76]
- 2014年2月13日，籾井勝人在因上述发言引发风波后举行首次记者会时表示愿意接受批评，但希望媒体不要再多过问，并說“我会真挚地接受来自各方的意见，今后将根据《廣播法》，遵守不偏不倚、公平公正和言论自由等原则播放节目。”[71][72]据NHK透露，自2月12－14日共收到有关籾井发言的观众意见约1.6万条，其中约60%表示反对，约25%表示支持。[72]德国《法兰克福汇报》日前刊文，评论这些争议言论是安倍晋三欲把NHK当作其宣传右翼思想的传声筒的表现，籾井的表态意味着，在他掌管NHK的期间，将沦为政府的宣传工具。[76]
- 2014年2月25日，NHK10名理事提出集體辭職。理事們說，籾井勝人在就任當天要求全體理事提交日期空白的署名辭職信。籾井對此承認，但表示拒絕談論人事問題，只說NHK過去也有要求理事辭職的案例。而NHK的最高機構 - 經營委員會的委員長濱田健一郎（日语：浜田健一郎）當天則指出，籾井「在收拾事態的過程中再次引起誤解，不得不說是對自己的立場沒充分理解的表現」，並再次警告籾井。[77]根據《日本新聞網》報導，眾議院總務委員會（日语：総務委員会）已經接納全部10名理事集體辭職。由於籾井及多名理事，都是首相安倍晉三的親信，在野黨將批判矛頭指向安倍晉三，並明確要求籾井辭職。[78]
- 2014年4月13日，籾井胜人在NHK的一档节目中再次对慰安妇发言表示道歉，并表示收回言论。[79][80]

### 對臺灣報導的爭議
- 2004年8月，一群在日台灣人抗議NHK在7月25日的晚間“六點新聞”報導中國高速鐵路新聞時，將台灣與中国大陆以同樣的橘黃色處理。抗議群眾認為，這樣的處理使觀眾认为台灣是中國的領土，並揚言將不惜發動拒繳NHK的收視費。[81]8月5日，《自由時報》第49版「電視節目表」欄位中，以粗體字標示：「NHK主張台灣是中國的一部分，此主張有違事實，其節目表自今日起暫停刊出。」[82]，隔年才恢復出現該電視台節目表。
- 2007年1月29日，日本东京高等法院就NHK揣測並受到国会议员的施壓意图，修改了专题节目《如何审判战争》第二集“应当追究责任的战争性暴力”内容的诉讼案作出二审判决，认定NHK滥用和放弃了受到《宪法》保护的编辑权、删除了昭和天皇的战争责任、中国受害者证言和原日军士兵证词等核心内容，损害了原告市民团体（日语：市民団体）“战争与对妇女的暴力”对电视节目的期待和信赖，判決NHK和两家节目制作公司向原告给予200万日圓的赔偿（按當時匯率約新台幣69萬元）。[83]
- 2009年6月24日，《日本李登輝之友會》事務局長柚原正敬向臺灣《中央通訊社》記者表示，4月在NHK專題系列節目《日本初登場（日语：NHKスペシャル シリーズ 「JAPANデビュー」）》第一集“亞洲的一等國 - 日本統治時代的台灣”內容不實、惡質，違反日本《廣播法》及NHK收視契約（日语：NHK受信料），有8,391人認為精神上受到損害，將向東京地方法院提出集體訴訟，以違約為由要求NHK賠償每人1萬日圓，總額8,391萬日圓（按當時匯率約新台幣2,880萬元）。[84]日本《台灣研究論壇 （页面存档备份，存于）》會長永山英樹、日本政治評論家櫻井良子、前中華民國總統府國策顧問金美齡與該節目中多次登場的87歲台灣人柯德三都曾批評過該節目。柯德三在節目中受訪時表示，當年好不容易考進菁英學校「台北第一中學」（現在的臺北建國中學），在日本人占多數的環境中，他常受到歧視、對他有偏見。受訪時他強調，日本統治台灣，有50%是正面的、50%是負面的，但他沒想到NHK只截取他批評日本的部分來播放，這讓他很驚訝。[85]
- 2009年10月6日，日本《產經新聞》報導，NHK曾於6月22日派人赴台灣要求曾上該節目的台灣人在其提出的一份文件上簽名，以示取消抗議該節目以「日台戰爭」形容日本政府鎮壓台灣、以「人類動物園」形容在1910年日英博覽會表演的排灣族台灣原住民、把「限制使用台灣話」說成「禁止使用中文」、把台湾原住民称为漢民族等爭議用詞。有的簽名，有的要求NHK更正內容而拒絕簽名。牡丹鄉鄉長和春日鄉鄉長等5名排灣族代表赴日，向NHK提出訴訟。[86]
- 2013年11月28日，日本《每日新聞》報導，東京地方法院一審判決原告敗訴，之後由東京高等法院審理上訴《台灣排灣族女性告NHK於2009年播出的節目毀損名譽案》，推翻一審判決，審判長須藤典明（日语：須藤典明）認定NHK「使用侮辱的表現形式，已經傷及女性的社會評價」，判決NHK賠償各台灣原住民女性共100萬日圓（按當時匯率約新台幣29萬元）。台灣研究論壇會長永山英樹說，NHK使用了「人間動物園」來形容排灣族，等於就指他們是讓人「看猴戲」的動物，其實排灣族人當時是在跳傳統舞蹈和模擬戰鬥。屏東縣牡丹鄉高士村長說，NHK當初以拍攝日本人所建置的神社為由來採訪，但節目播出時卻冠上近乎污衊的形容詞，全村都很氣憤，幾乎都連署提告。賠償金額早已不是重點，都只是為了爭一口氣，如今獲得平反，甚感欣慰。[87][88][89][90][91][92]
- 2020年4月5日，NHK播出「DIGITAL vs REAL」（デジタル VS リアル，幻影對真實）節目，以台灣2020總統大選為題探討假新聞與謠言的影響，內容指綠營粉專「只是堵藍」是「假新聞製造的第一線」，製播不利於藍營候選人韓國瑜的假新聞、試圖讓韓國瑜的形象成為笑話。對此「只是堵藍」小編回應指，這只是上半集內容、別的粉專嫉妒堵藍上NHK專訪、會封鎖所有來亂的網軍等等。[93]

### 中国籍主播脱稿发言
2024年8月19日，在当日播出的NHK华语新闻节目中，一名中国籍男性主播在报道关于靖国神社被涂鸦的相关新闻后，脱稿表示“钓鱼岛（台湾称钓鱼台、日本称尖阁诸岛）是中国领土”，并抗议NHK的历史修正主义及不正当作为，最后以英语说出“勿忘南京大屠杀。勿忘慰安妇，她们是战时的性奴隶。勿忘731部队”。该节新闻通过NHK日本国际传媒的国际广播及NHK第二套广播播出，在日本国内引发争议。NHK随后与该名主播解约，并就出现与日本政府主张相违背的“不当言论”公开道歉，未来NHK的国际广播新闻节目将改为预先录制，必要时将改为AI语音播报。

## 相关人物

### 节目主持人
注：虽非NHK雇员，但和NHK签署了专属契约的独立主持人也未列入。

### 引用
1. ↑  . NHK.   [2019-11-25]. （原始内容存档于2021-01-12）.
2. ↑   (PDF). NHK: 668.   [2021-03-27]. （原始内容存档 (PDF)于2021-03-04）.
3. ↑  NHK.  (PDF). NHK.   [2023-09-19]. （原始内容存档 (PDF)于2023-09-19）.
4. 1 2  . NHK.   [2019-11-25]. （原始内容存档于2016-05-06）.
5. ↑  NHK. . 日本广播协会. 东京.   [2020-02-01]. （原始内容存档于2020-02-01） （中文）.
6. . 术语在线.   [2024-01-23]. （原始内容存档于2023-11-18） （中文（中国大陆））.
7. 公共廣播服務檢討委員會. . 香港特別行政區政府新聞公報. 2006-05-18  [2023-10-18]. （原始内容存档于2023-10-18）.
8. 立法會秘書處. . 香港特別行政區政府新聞公報. 2015-03-10  [2023-10-18]. （原始内容存档于2023-11-18）.
9. . 樂詞網. 國家教育研究院.   [2023-10-19].
10. ↑   (PDF). NHK.   [2019-11-25]. （原始内容存档 (PDF)于2020-11-18）.
11. 1 2 3  日本广播协会.  (PDF). NHK在线 中文.   [2022-06-27]. NHK的历史可追溯到1925年3月22日在日本率先开播广播节目的东京广播电台。[]
12. 1 2 3 4  日本广播协会. . NHK在线 中文.   [2022-06-27]. （原始内容存档于2022-06-27）.
13. ↑  . NHK.   [2019-11-27]. （原始内容存档于2021-02-01）.
14. ↑  参见《广播法》第15条及《日本放送协会定款》第3条。
15. ↑  参见《广播法》附则第13条。
16. ↑  参见《广播法》第17条及《日本放送協會定款》第6条第1款。
17. ↑  参见《广播法》附则第20条第1款。
18. ↑  参见《广播法》第20条第4款。
19. ↑  参见《广播法》第4条第1款。
20. ↑  . NHK.   [2019-12-03]. （原始内容存档于2020-10-30）.
21. ↑  石井清司.  初版. 每日新闻社. 1998年10月30日: 138  [2019-12-03]. ISBN 9784620312477. （原始内容存档于2021-03-22）.
22. ↑   (PDF). NHK.   [2019-12-15]. （原始内容存档 (PDF)于2021-02-07）.
23. ↑  日本放送協会平成14年度連結決算報告書PDF
24. ↑  日本放送協会平成15年度連結決算報告書PDF
25. ↑  平成17年度 NHK連結決算の概要PDF
26. ↑  平成19年度 NHK連結決算の概要PDF
27. ↑  平成21年度 NHK連結決算の概要PDF
28. ↑  平成23年度 NHK連結決算の概要PDF
29. ↑  NHK.  (PDF). NHK.   [2019-12-16]. （原始内容 (PDF)存档于2017-03-26）.
30. ↑  山崎春奈. . BuzzFeed.   [2019-12-16]. （原始内容存档于2021-03-22）.
31. ↑  . J-CASTニュース.   [2019-12-19]. （原始内容存档于2021-03-22）.
32. ↑  後藤洋平. . 朝日新闻.   [2019-12-19]. （原始内容存档于2016-07-13）.
33. ↑  殿村美樹. . 读卖新闻.   [2019-12-19]. （原始内容存档于2016-10-02）.
34. ↑  . 日本放送協會.   [2019-12-23]. （原始内容存档于2019-04-03）.
35. ↑  . NHK. 2016-01-18  [2019-12-23]. （原始内容存档于2016-08-13）.
36. 1 2 3 4   (PDF). .   [2023-06-06]. （原始内容存档 (PDF)于2023-06-06） （日语）.
37. ↑   (PDF). NHK.   [2019-11-25]. （原始内容存档 (PDF)于2021-02-01）.
38. 1 2  长谷川博. . 日本经济新闻.   [2019-11-25]. （原始内容存档于2021-03-22）.
39. 1 2  . AV Watch.   [2019-11-25]. （原始内容存档于2021-03-22）.
40. ↑   (PDF). 日本放送協会.   [2023-10-08]. （原始内容存档 (PDF)于2024-01-20）.
41. ↑   (PDF). 日本放送協会.   [2022-07-28]. （原始内容 (PDF)存档于2022-05-18）.
42. ↑  参见《广播法》第29条第1款和《日本放送協會章程》第12条。
43. ↑  参见《广播法》第30条第1款和《日本放送協會章程》第15条。
44. ↑  参见《广播法》第31条第1款。
45. ↑  参见《广播法》第33条第1款和《日本放送協會章程》第16条。
46. ↑  参见《广播法》第30条第2款和《日本放送協會章程》第15条第2款。
47. ↑  参见《广播法》第29条第1款和《日本放送協會章程》第13条第1款。
48. ↑  . NHK.   [2019-12-23]. （原始内容存档于2020-08-04）.
49. ↑  . NHK.   [2019-12-25]. （原始内容存档于2019-12-25）.
50. ↑  参见《广播法》第42条第1款；《日本放送協會章程》第25条第1款。
51. ↑  参见《广播法》第42条第2款、第3款；《日本放送協會章程》第25条第2款、第3款。
52. ↑  参见《广播法》第43条；《日本放送協會章程》第26条。
53. ↑  参见《广播法》第50条第1款。
54. ↑  参见《广播法》第50条第2款。
55. ↑  参见《广播法》第52条第1款、第2款；《日本放送協會章程》第38条。
56. 1 2 3  参见《广播法》第53条第1款；《日本放送協會章程》第39条。
57. ↑  参见《广播法》第51条第1款；《日本放送協會章程》第36条第1款。
58. ↑  参见《周刊文春》2013年11月28日号。
59. 1 2  参见《广播法》第52条第3款；《日本放送協會章程》第38条。
60. ↑  参见《广播法》第51条第2款；《日本放送協會章程》第36条第2款。
61. ↑  参见《广播法》第51条第3款。
62. ↑  . NHK.   [2019-12-25]. （原始内容存档于2019-12-10）.
63. ↑  . NHK.   [2019-12-03]. （原始内容存档于2020-10-17）.
64. ↑   (PDF). NHK.   [2019-12-02]. （原始内容存档 (PDF)于2021-02-02）.
65. ↑  宮脇睦. . iRONNA.   [2019-12-03]. （原始内容存档于2021-03-22）.
66. ↑  . NHK在线. NHK.   [2019-12-26]. （原始内容存档于2019-09-29）.
67. 1 2  . NHK在线. NHK.   [2019-12-26]. （原始内容存档于2021-02-02）.
68. ↑  . NHK在线. 日本放送協會.   [2019-12-26]. （原始内容存档于2021-02-08）.
69. ↑  . NHK在线 (NHK). 不详  [2019-12-27]. （原始内容存档于2013-08-04）.
70. 1 2 3  . 网易. 2014年2月13日  [2014年2月15日]. （原始内容存档于2019年1月23日）.
71. 1 2 3  . BBC. 2014年1月27日, 格林尼治標準時間10:37 （中文（繁體））. ，（页面存档备份，存于） （页面存档备份，存于） （页面存档备份，存于） （页面存档备份，存于） （简体中文） （页面存档备份，存于）
72. 1 2 3  环球网. . 环球网. 2014年2月14日  [2014年2月15日]. （原始内容存档于2018年10月5日）.
73. ↑  . 新浪. 2014年2月6日  [2014-02-15]. （原始内容存档于2021-03-22）.
74. ↑  . 新华网. 2014年2月8日  [2014年2月15日]. （原始内容存档于2014年2月21日）.
75. ↑  . 產業經濟DIGITAL (產業經濟新聞社). 2014年1月27日  [2014年6月29日]. （原始内容存档于2014年6月14日） （日语）.
76. 1 2  . 网易. 2014年2月14日  [2014年2月15日]. （原始内容存档于2018年10月4日）.
77. ↑  童倩. . BBC. 2014年2月26日 （中文（繁體））.，（页面存档备份，存于） （页面存档备份，存于） （页面存档备份，存于） （页面存档备份，存于） （简体中文） （页面存档备份，存于）
78. ↑  .   [2014年2月25日]. （原始内容存档于2016年3月4日）.
79. ↑  . 中国网.   [2014-04-13]. （原始内容存档于2020-12-08）.
80. ↑  . BBC. 20 March 2014  [2014-06-29]. （原始内容存档于2021-03-22） （英语）.
81. ↑  . 羅慧雯 財團法人公共電視文化事業基金會. 2004年7月  [2015-06-01]. （原始内容存档于2016-03-04）.
82. ↑  . 自由時報. 2004年8月7日  [2020年4月3日]. （原始内容存档于2021年3月22日）.
83. ↑  日法院就NHK修改“慰安妇”节目案作出二审判决 （页面存档备份，存于），新华网
84. ↑  . 政治第3聲 udn網路城邦. 2009年7月21日  [2015年6月1日]. （原始内容存档于2021年3月22日）.
85. ↑  . 民生戰線 udn網路城邦. 2009年6月25日  [2015年6月1日]. （原始内容存档于2021年3月22日）.
86. ↑  . 大紀元. 2009年10月6日  [2015年6月1日]. （原始内容存档于2021年3月22日）.
87. ↑  川名壮志. . 東京: 毎日新聞. 2013年11月28日  [2013-11-30]. （原始内容存档于2013-11-30）.
88. ↑  施旖婕. . 蘋果日報. 2013-11-29  [2013-11-30]. （原始内容存档于2016-03-04）. 【綜合外電報導】NHK於2009年4月5日的特別節目中，報導台灣被日本殖民的歷史，內容提及1910年台灣原住民參加在倫敦舉辦的英日博覽會情況，但螢幕上播放的台灣原住民照片標示「人間動物園」的字幕。
89. ↑  NHKの大罪【台湾】JAPANデビュー　アジアの一等国【台湾】4 人間動物園 （页面存档备份，存于） - YouTube（影片說明：日本系列初登場：第一集亞洲的一等國部分片段。於1分33秒，開始「人類動物園」的內容；2分36秒，開始排灣族受訪者的相關片段。）
90. ↑  鄭凱榕 / 編譯. . 新頭殼 newtalk. 2013年11月29日  [2013年11月30日]. （原始内容存档于2013年12月3日）.
91. ↑  張茂森; 陳彥廷、甘芝萁. . 自由時報. 2013年11月30日  [2013年11月30日]. （原始内容存档于2014年1月4日）.
92. ↑  黃菁菁. . 東京: 中國時報. 2013年11月30日  [2013年11月30日]. （原始内容存档于2021年3月22日）. 【29日綜合外電報導】，NHK使用歧視性的用語「人間動物園」 （页面存档备份，存于）
93. ↑  .   [2020-04-08]. （原始内容存档于2021-03-22）.
94. ↑  . 朝日新闻. Oricon. 2024-08-22  [2024-08-22]. （原始内容存档于2024-08-22）.
95. ↑  . 法国国际广播电台. 2024年8月20日  [2024年8月19日]. （原始内容存档于2024年8月20日） （中文）.